# Euippa
 (septembre 2009).
Si vous disposez d'ouvrages ou d'articles de référence ou si vous connaissez des sites web de qualité traitant du thème abordé ici, merci de compléter l'article en donnant les références utiles à sa vérifiabilité et en les liant à la section « Notes et références ».
Euippa est un personnage légendaire, fille de Malennio, fondateur de Lecce (Italie), au XIIe siècle av. J.-C.
Elle aurait épousé Idoménée, roi légendaire de Crète.